# Savoy Theatre
El Savoy Theatre és un teatre del barri West End situat a la Ciutat de Westminster, a Londres, Anglaterra. El teatre va ser inaugurat el 10 d'octubre de 1881. Va ser construït per Richard D'Oyly al lloc de l'antic Palau de Savoia com un aparador de la popular sèrie còmica de les òperes de Gilbert i Sullivan.
El teatre va ser el primer edifici públic al món, per ser totalment il·luminat amb l'electricitat. El 1889, Richard D'Oyly va fer construir el Savoy Hotel al costat del teatre. Durant molts anys, el teatre va ser la llar d'Oyly Carte Opera Company, i va ser dirigit per la nissaga dels Carte més d'un segle. El Savoy Theatre va ser reconstruit i modernitzat el 1929, i novament reconstruït el 1993 després d'un incendi.
A banda d'El Mikado i altres famoses estrenes de Gilbert i Sullivan, el teatre ha acollit estrenes notables com la de Noël Coward, Un esperit burleta, l'any 1941.